# Yoriko Shōno
Yoriko Shōno (en japonés: 笙野 頼子, Yokkaichi, 16 de marzo de 1956) es una escritora japonesa.

## Biografía
Yoriko Shono (nombre real Yoriko Ishikawa) nació en Yokkaichi y creció en Ise. Estudió leyes en la Universidad de Ritsumeikan de Kioto y comenzó a escribir en sus años universitarios, su primera historia "Gokuraku" es de 1981, pero no publicó hasta 1991 con su colección de historias Nani mo Shitenai, con la que obtuvo el Premio Noma para escritores debutantes. Se hizo sobre todo popular cuando su relato "Ni Hyaku Kaiki" ganó el Premio Mishima Yukio en 1994 y ese mismo año obtuvo con "Time Slip Kombinat" el Premio Akutagawa.

## Obra seleccionada
- Nani mo Shitenai (1991)
- Ni Hyaku Kaiki (1994)
- Time Slip Kombinat (1994)
- Gokuraku (1994)
- Haha no Hattatsu (1996)
- Yūkai Morimusume Ibun (2001)
- Suishōnai Seido (2003)